# Oleksandr Iakovenko
Oleksandr Sascha Iakovenko (n. 23 de junio de 1987 en Kiev) es un futbolista ucraniano , que juega como Mediocampista. Actualmente juega para el FC Dinamo de Kiev. También ha jugado por los clubes FC Metalist Járkov de Ucrania y el Lierse SK, el Genk y el RSC Anderlecht de Bélgica. Su nombre a veces es traducido como Alexander Yakovenko.

## Clubes
| Club                  | País    | Año         |
| --------------------- | ------- | ----------- |
| Metalist Járkov       | Ucrania | 2003 - 2005 |
| Lierse SK             | Bélgica | 2005 - 2006 |
| Genk                  | Bélgica | 2006 - 2008 |
| RSC Anderlecht        | Bélgica | 2008        |
| Westerlo              | Bélgica | 2009        |
| RSC Anderlecht        | Bélgica | 2009-2012   |
| ACF Fiorentina        | Italia  | 2013 - 2014 |
| Málaga Club de Fútbol | España  | 2014        |
| ACF Fiorentina        | Italia  | 2014 - 2016 |
| FC Dinamo de Kiev     | Ucrania | 2016        |